# Пембрукские йомены
Пембрукские йомены (англ. Pembroke Yeomanry) — йоменское подразделение Британской армии, образованное в 1794 году изначально как кавалерийский полк. Пембруские йомены принимали участие во Второй англо-бурской войне и обеих мировых войнах. В настоящее время их традиции сохраняет 224-й транспортный эскадрон в составе 157-го валлийского полка Королевского логистического корпуса.

## Ранняя история

### Образование и первые годы
Полк был создан лордом Милфордом в 1794 году как ответ на начало Французских революционных войн. Премьер-министр Уильям Питт-младший подал идею создать в графствах Англии добровольческий йоменский кавалерийский полк, который мог быть мобилизован по приказу короля для защиты страны в случае внешнего вторжения или по приказу лорда-лейтенанта для пресечения беспорядков в стране. Один из отрядов полка был создан 22 апреля 1794 года в Каслмартине, позже появились ещё четыре отряда, составивших вместе полк. В 1797 году восемьдесят служащих полка участвовали в бойне при Траненте в Шотландии.
В 1797 году у мыса Каррегуостед (англ. Carregwastad Point) высадился французский десант, известный как Чёрный легион: против него выступили огромные силы, среди которых был и полк Пембрукских йоменов, ведомый Джоном Кэмпбеллом, 1-м бароном Кодором, и французы вынуждены были сдаться превосходящим силам. Два французских фрегата были захвачены, один из которых — «Резистанс» (фр. Résistance) — был переименован в «Фисгард». В 1853 году с распоряжения королевы Виктории полку воздали соответствующие воинские почести, и он получил право изображать на знамени надпись Fishguard в память о битве. Он стал первым добровольческим отрядом, получившим воинские почести, и единственным действующим отрядом, почести которого связаны с битвой, состоявшейся непосредственно на территории Британских островов
К 1810 году йоменский полк был сокращён до одного отряда, несшего службу в Хаверфордуэсте. В 1827 году отряды из Каслмартина и Хаверфордуэста были официально расформированы, но продолжили нести службу без получения жалования — в виде Пембрукского йоменского кавалерийского (Каслмартина) полка (англ. Pembroke Yeomanry Cavalry (Castlemartin)).

### Англо-бурская война и Территориальные силы
Во время второй англо-бурской войны йоменство отправило 30-ю Пембрукширскую роту 9-го Уэльского батальона Имперских йоменов в Южную Африку на фронт: там она должна была сражаться в качестве ездящей пехоты. В 1901 году ещё одна 30-я рота прибыла в Южную Африку, и обе участвовали в боевых действиях.
В апреле 1908 года полк был воссоздан с формированием Территориальных сил и был включён в состав Южноуэльской конной бригады. Штабом полка служил манеж Нортон в Тенби.

## Первая мировая война
В соответствии с Актом о территориальных и резервных силах 1907 года учреждались Территориальные силы, которые были предназначены для несения службы на территории страны в военное время, а их личный состав не обязан был отправляться за границу. Тем не менее, 4 августа 1914 года многие добровольцы записались в Имперскую службу. Все части Территориальных сил были разделены в августе—сентябре 1914 года на части 1-й линии (пригодные для службы за границей) и 2-й линии (части для тех, кто не мог или не желал нести службу за пределами страны). Позже появились части 3-й линии, готовившие резервистов для частей 1-й и 2-й линий.

### 1/1-й полк
1/1-й полк был мобилизован 4 августа 1914 года в самом начале Первой мировой войны и вошёл в состав Южноуэльской конной бригады. К концу августа 1914 года полк прибыл из Херефорда в Восточную Англию, войдя в состав 1-й конной дивизии вместо 1-й Южно-Мидлендской конной бригады, которая была переведена во 2-ю конную дивизию. В ноябре 1915 года бригада спешилась, а её заменила в 1-й конной дивизии 2/1-я Восточная конная бригада, в то время как пембрукцы отправились в Египет.
В составе бригады полк прибыл в Египет в марте 1916 года. По прибытии в Египет один из отрядов полка составил часть Имперского верблюжьего корпуса. 20 марта Южноуэльская конная бригада вместе с Валлийской пограничной конной бригадой вошла в состав 231-й бригады. В 1917 году они были преобразованы в пехоту и вместе с полком Гламорганских йоменов стали 24-м (Пембрукским и Гламорганским) батальоном Уэльского полка (англ. 24th (Pembroke & Glamorgan) Battalion, The Welsh Regiment), который вошёл в 231-ю бригаду 74-й йоменской дивизии. В мае 1918 года дивизия отправилась во Францию, батальон участвовал в сражениях на Западном фронте.
В составе 74-й йоменской дивизии батальон Пембруских йоменов участвовал на Ближнем Востоке во второй и третьей битвах за Газу, а также в битве за Беэр-Шеву. Во Франции он сражался в битве при Эпеи. 11 ноября 1918 года полк вступил в бельгийский город Ат за два с половиной часа до вступления в силу Компьенского перемирия.

### 2/1-й полк
Полк 2-й линии был образован в 1914 году, в 1915 году вступил в ряды 2/1-й Южноуэльской конной бригады в Кармартене, позже перебрался в Лландило, а оттуда в Дорчестер. В сентябре 1915 года вместе с бригадой отправился в Йоксфорд и вошёл в 1-ю конную дивизию. 31 марта 1916 года конные бригады были перенумерованы, и 2/1-я Южноуэльская конная бригада была переименована в 4-ю конную. Полк нёс службу в Саутволде, когда в 1916 году состоялся рейд крейсеров адмирала Фридриха Бёдикера на Лоустофт.
В июле 1916 года состоялась крупная реорганизация йоменских полков 2-й линии. Все, за исключением 12 полков, были преобразованы в велосипедистов. Полк официально спешился: 2-я конная бригада получила статус велосипедной, а 1-я конная дивизия была преобразована в 1-ю велосипедную. В ноябре того же года полк вошёл в состав 1-й велосипедной бригады и был объединён со 2/1-м полком Гламорганских йоменов в единый 2-й (Пембрукский и Гламорганский) йоменский велосипедный полк (англ. 2nd (Pembroke and Glamorgan) Yeomanry Cyclist Regiment). Полк вернул своё прежнее наименование в марте 1917 года в Олдборо. В июле был переброшен в Бенакр (Саффолк), в конце года — в Лоустофт. К концу войны находился в расположении 1-й велосипедной бригады.

### 3/1-й полк
Полк 3-й линии располагался в Кармартене в 1915 году, затем был переброшен в Брекон. Летом 1915 года он был включён в кавалерийский резерв и отправлен в Ирландию. Через год, летом 1916 года, он был включён в группу 3-й линии в 53-ю валлийскую пехотную дивизию в Озуэстри, в то время как полк 1-й линии находился на фронте. В 1917 году полк 3-й линии был расформирован: личный состав отправили в полк 2-й линии или 4-й резервный батальон Уэльского полка в Милфорд-Хэвен.

## Межвоенный период
7 февраля 1920 года Пембрукские йомены были восстановлены в прежнем виде. Через год состоялась реформа Территориальной армии, после которой всего 14 старших йоменских полков сохранили статус конных или кавалерийских (шесть в составе 5-й и 6-й кавалерийских бригад), остальные же были преобразованы в подразделения Королевской полевой артиллерии. Полк Пембрукских йоменов стал называться 102-й (Пембрукской и Кардиганской) бригадой Королевской полевой артиллерии (англ. 102nd (Pembroke and Cardigan) Brigade, RFA) со следующей структурой:
- Штаб и казармы — Кармартен
- 405-я Пембрукская батарея (англ. 405 (Pembroke) Battery) — лагерь Буш, Пембрук-Док
- 406-я Пембрукская гаубичная батарея (англ. 406 (Pembroke) Battery (Howitzer)) — Хаверфордуэст
- 407-я Кардиганская батарея (англ. 407 (Cardigan) Battery) — Кардиган[англ.][b]
- 408-я Кардиганская батарея (англ. 408 (Cardigan) Battery) — Аберистуит

В 1924 году Королевская полевая артиллерия вошла в состав Королевского полка артиллерии, и 102-я бригада Королевской полевой артиллерии стала Армейской полевой бригадой Королевской артиллерии (англ. Army Field Brigade, RA) в составе 53-й пехотной дивизии. В 1937 году все Кардиганские батареи были переименованы в Кардинагширские, а в 1938 году бригады Королевской артиллерии стали её полками.
После заключения Мюнхенского соглашения численность Территориальной армии удвоилась, и в 1939 году 102-й полк полевой артиллерии был разделён на два полка: собственно 102-й, где остались Пембрукские батареи, и 146-й, куда вошли Кардиганширские батареи. В 1942 году последний получил официальное наименование 146-й (Пембрукский и Кардиганширский) полк полевой артиллерии (англ. 146th (Pembroke and Cardiganshire) Field Regiment), что не отражало фактическое разделение полков.

## Вторая мировая война

### 102-й полк
В феврале 1943 года 102-й полк полевой артиллерии высадился в Алжире в составе 1-й британской армии. После разгрома немцев в Тунисе полк был преобразован в 102-й (Пембрукский йоменский) полк артиллерии среднего калибра (англ. 102nd (Pembroke Yeomanry) Medium Regiment, RA) и в составе 8-й армии в декабре 1943 года высадился в Италии, где продолжал воевать до конца Второй мировой войны. Победу он встретил на побережье реки По.

### 146-й полк
146-й полк полевой артиллерии высадился в Суэце в сентябре 1942 года, в составе артиллерийской группы при 7-й бронетанковой дивизии из 8-й армии участвовал во второй битве при Эль-Аламейне. После возвращения 7-й дивизии из Италии в Англию в 1944 году начал готовиться к операции «Нептун», был преобразован в полк артиллерии среднего калибра и получил название 146-й (Пембрукский и Кардиганширский) полк артиллерии среднего калибра (англ. 146th (Pembroke and Cardiganshire) Medium Regiment, RA). В июле 1944 года впервые с Первой мировой войны вернулся во Францию, 17 марта 1945 года форсировал Рейн и получил прозвище «Фишгардский экспресс» (англ. Fishguard Express).

## Послевоенный период
В 1946 году полк Пембрукских йоменов стал почётными гражданами Хаверфордуэста. В 1947 году полк был преобразован в 302-й (Пембрукский йоменский) полк полевой артиллерии (англ. 302nd (Pembroke Yeomanry) Field Regiment, RA), а в 1956 году туда вошли Пембрукские батареи 408-го (Гламорганского и Пемброкского) полка береговой артиллерии (англ. 408th (Glamorgan and Pembroke) Coast Regiment, RA).
В 1961 году полк претерпел очередное преобразование, став отдельным разведывательным эскадроном при Королевском бронетанском корпусе и будучи при этом привязанным к полку шропширских йоменов. В 1967 году эскадрон стал отрядом A (Пембрукских йоменов) при 224-м южноуэльском эскадроне 157-го валлийского и мидлендского транспортного полка Королевского транспортного корпуса. Через два года отряд стал уже 224-м западноуэльским транспортным эскадроном 157-го валлийского и мидлендского транспортного полка. С 1993 года носит название 224-го (Пембрукского йоменского) транспортного эскадрона, остаётся частью 157-го валлийского полка при Армейском резерве.

## Униформа
Парадная и повседневная униформа Пембрукских йоменов до начала Первой мировой войны состояла из тёмно-синих фуражки (ранее — кивера), туники и кавалерийского полукомбинезона. Эмблема принца Уэльского с изображением перьев находилась как на фуражке, так и на воротнике. Околыш фуражки, полосы на плечах и брюках были белыми. Знаками отличия офицеров были серебряные аксельбанты и белые поясные сумки.

### Комментарии
1. ↑  Также упоминается как 2-й (Пембрукский и Гламорганский йоменский) велосипедный батальон (англ. 2nd (Pembroke and Glamorgan Yeomanry) Cyclist Battalion)[15][16]
2. ↑  1-я Кардиганширская батарея 2-й валлийской бригады Королевской полевой артиллерии (Аберистуит) в 1920 году не претерпела изменений, однако никакого отношения к Кардиганским батареям не имеет[19][20]